# Bahnstrecke Marienborn–Beendorf
| Kursbuchstrecke: | 189 g (1934) 207t (1944) |                                       |                                       |
| Streckenlänge: | 5,4 km                   |                                       |                                       |
| Spurweite: | 1435 mm (Normalspur)     |                                       |                                       |
| |                          |                                       |                                       |
| \| \| \| von Magdeburg \| \| \| \| 0,0 \| Marienborn \| Marienborn \| \| \| \| nach Braunschweig \| \| \| \| 1,8 \| Grube Alleringersleben / Zuckerfabrik \| Grube Alleringersleben / Zuckerfabrik \| \| \| 3,0 \| Morsleben \| Morsleben \| \| \| 4,5 \| Schacht Bartensleben \| Schacht Bartensleben \| \| \| 5,4 \| Beendorf \| Beendorf \| \| \| \| Schacht Marie \| \| |                          |                                       |                                       |
| Strecke |                          | von Magdeburg                         | von Magdeburg                         |
| Bahnhof | 0,0                      | Marienborn                            | Marienborn                            |
| Abzweig ehemals geradeaus und nach links |                          | nach Braunschweig                     | nach Braunschweig                     |
| Abzweig geradeaus und nach rechts (Strecke außer Betrieb) | 1,8                      | Grube Alleringersleben / Zuckerfabrik | Grube Alleringersleben / Zuckerfabrik |
| Haltepunkt / Haltestelle (Strecke außer Betrieb) | 3,0                      | Morsleben                             | Morsleben                             |
| Abzweig geradeaus und von links (Strecke außer Betrieb) | 4,5                      | Schacht Bartensleben                  | Schacht Bartensleben                  |
| Bahnhof (Strecke außer Betrieb) | 5,4                      | Beendorf                              | Beendorf                              |
| |                          | Schacht Marie                         |                                       |

Die Bahnstrecke Marienborn–Beendorf war eine Nebenbahn in Sachsen-Anhalt, die ursprünglich durch die Marienborn-Beendorfer Kleinbahn erbaut und betrieben wurde. Sie führte von Marienborn nach Beendorf.

## Geschichte
Sie wurde am 17. September 1899 eröffnet.

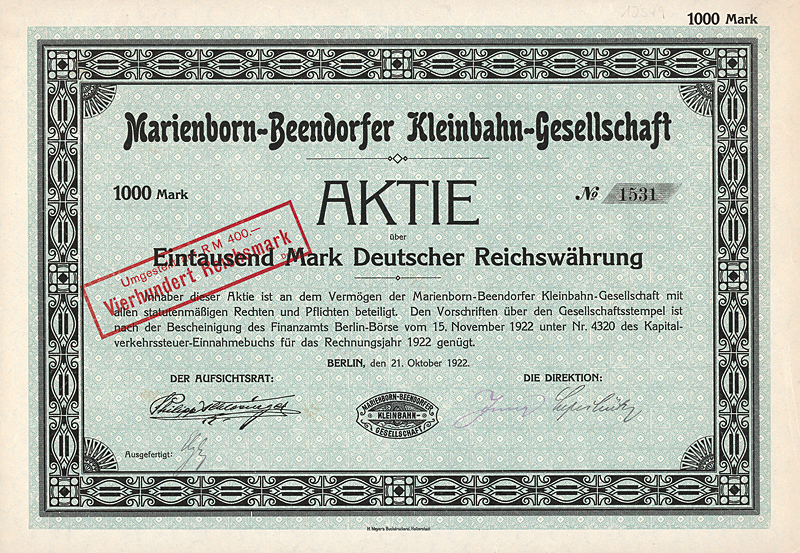
Aktie über 1000 Mark der Marienborn-Beendorfer Kleinbahn-Gesellschaft vom 21. Oktober 1922

Die Strecke begann im Bahnhof Marienborn an der Hauptstrecke Magdeburg–Braunschweig und führte in nordwestlicher Richtung nach Beendorf am Lappwald. Damit wollte die Gewerkschaft Burbach, die Hauptaktionärin, ihren dortigen Kalibergbau verkehrsmäßig erschließen. Den Bau und Betrieb der Bahn übernahm zunächst die Vereinigte Eisenbahnbau- und Betriebs-Gesellschaft. Ab dem 1. Januar 1921 führte den Betrieb die Gewerkschaft Burbach und ab dem 1. Januar 1936 die Marienborn-Beendorfer Kleinbahn-Gesellschaft AG selbst. Nach Ende des Zweiten Weltkrieges wurde die Kleinbahn den Sächsischen Provinzbahnen GmbH und zum 1. April 1949 der Deutschen Reichsbahn unterstellt. Dabei war sie vom 12. März 1949 bis zum Herbst 1949 als einzige Bahn der SBZ offiziell nicht volkseigen.
Der Güterverkehr erfüllte die Erwartungen der Gründer. Dazu verhalfen neben den umfangreichen Transporten von Kali- und Steinsalz der Anschluss der Zuckerfabrik in Alleringersleben. Dagegen war der Personenverkehr sehr gering. Das Maximum waren vier Zugpaare im Jahr 1914. 1922 wurde der Antrag gestellt, den Personenverkehr einzustellen. Vorerst wurden aber ab 1923 nur die Fahrten am Wochenende gestrichen. In den 1930er und 1940er Jahren beschränkte man sich auf einen werktäglichen Zug. Ab 1935 nahm der Güterverkehr durch die Anlage einer Munitionsanstalt in einem stillgelegten Kalischacht zu. Bis zum Kriegsende wurde hier, teilweise von KZ-Häftlingen, Munition gefertigt und gelagert.
In der DDR war es vor allem die Lage im Grenzgebiet, die den Verkehr nicht wachsen ließ, so dass der letzte Personenzug am 29. September 1962 fuhr. Der Güterverkehr wurde noch bis zur Stilllegung der Grube Bartensleben im Jahr 1969 aufrechterhalten. Am 29. Januar 1970 fuhr der letzte Güterzug. Kurz danach begann der Abbau der Strecke. Offizieller Stilllegungstermin war der 31. Juli 1970.

## Überlieferung
Die Überlieferung der Marienborn-Beendorfer Kleinbahn-Gesellschaft befindet sich in der Abteilung Dessau des Landesarchivs Sachsen-Anhalt.